# باسكوم
باسكوم (بالإنجليزية: Bascom)‏ هي مدينة أمريكية تقع في ولاية فلوريدا. تبلغ مساحة هذه المدينة 0.6 (كم²)،ويبلغ عدد سكانها 106 نسمة حسب إحصاء سنة 2010 م 106.تشير إحصاءات سنة 2000م بأن الكثافة السكانية في هذه المدينة تقدر بـ(176.7) نسمة/كم2 

## أعلام
- فاي دوناوي